# Guttaperchabaum
Der Guttaperchabaum (Palaquium gutta) ist eine Pflanzenart aus der Gattung der Guttaperchabäume (Palaquium) in der Familie der Sapotengewächse (Sapotaceae). Bekannt ist dieser Baum für seinen eingetrockneten Milchsaft, das Guttapercha (malaiisch: getah „Gummi“, percha „Baum“), welches auch noch von anderen Guttaperchabäumen und Sapotengewächsen (Payena spec. und Palaquium spec. u. a.) gewonnen wird.
Als Chinesischer Guttaperchabaum wird die Gummiulme (Eucommia ulmoides) bezeichnet.

## Beschreibung

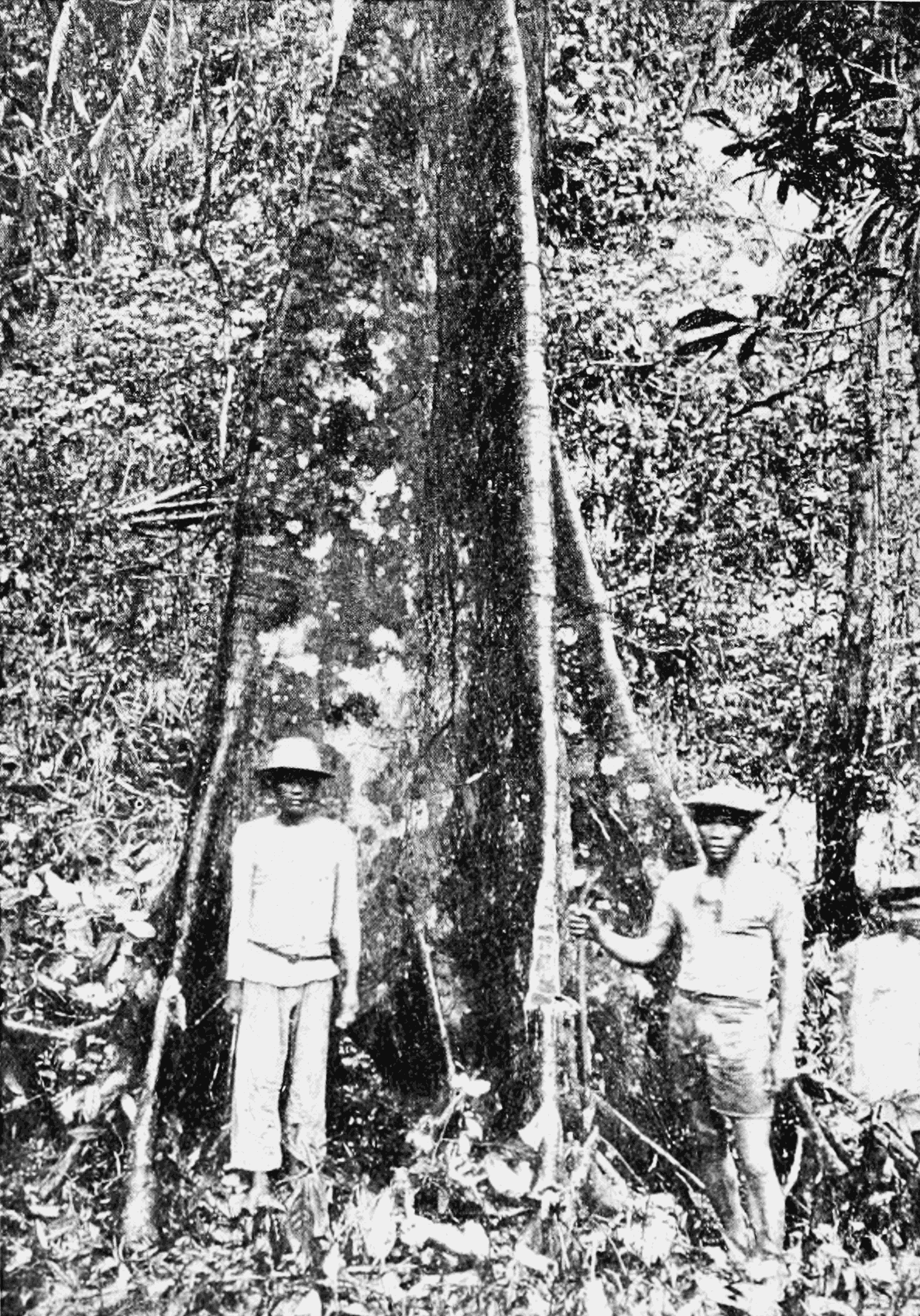
Historische Aufnahme mit den Brettwurzeln

### Vegetative Merkmale
Der Guttaperchabaum ist ein mittelgroßer, immergrüner Baum, der Wuchshöhen von 20 bis 25 Meter oder mehr (bis 45 Meter) und einen Stammdurchmesser von 60 bis 120 Zentimeter erreicht. Er bildet Brettwurzeln aus. Die bräunliche Borke ist leicht gerieft. Das leichte Holz ist faserig, schwammartig weich und hell gefärbt mit schwarzen, Milchsaft führenden Gängen (Lacticifers). Der Milchsaft ist grau, teilweise mit rosaroter Tönung.
Die gegen- oder wechselständig und spiralig an den Zweigenden angeordneten Laubblätter sind in Blattstiel und -spreite gegliedert. Die einfache, ganzrandige, ledrige Blattspreite ist bei einer Länge von 12 bis 20 Zentimeter eiförmig bis eilanzettlich oder verkehrt-eiförmig bis lanzettlich oder elliptisch mit bespitztem, spitzem bis geschwänztem oder gerundetem bis stumpfem oberen Ende. Der Blattstiel ist bis 6 Zentimeter lang. Die Blätter sind auf der Oberseite kahl und glänzend dunkelgrün und auf der Unterseite goldbraun und mehr oder weniger samtig behaart. Die Nervatur ist gefiedert und die Mittelader ist oberseits etwas eingedrückt und unterseits erhaben sowie orange-bräunlich. Die kleinen Nebenblätter fallen früh ab.

### Generative Merkmale
Die kurzgestielten Blüten stehen in etwa zwei- bis achtzähligen Gruppen, Büscheln in den Blattachseln.
Die weiß-blassgrünen bis gelblich-grünlichen Blüten sind sechszählig und zwittrig. Der bräunliche und fein behaarte Kelch ist zwei- bis dreireihig mit dreieckigen Zipfeln. Es sind 10 bis 20 oder mehr Staubblätter mit dicklichen Staubfäden und pfeilförmigen Staubbeuteln vorhanden, die am Schlund der kurzen Kronröhre angeheftet sind. Die ausladenden Kronlappen sind eiförmig. Der oberständige, konische und haarige Fruchtknoten ist mehrkammerig (fünf- bis zehnkammerig). Der lange Griffel überragt die Staubblätter.
Die bräunlichen Beeren sind bei einer Länge von etwa 2,5 Zentimeter rundlich bis eiförmig und enthalten meist ein bis drei Samen. Die braunen, glattglänzenden und harten Samen werden auch als „Siaknüsse“ bezeichnet.
Die Chromosomenzahl beträgt 2n = 24.

## Verbreitung
Das natürliche Verbreitungsgebiet von Palaquium gutta umfasst die Malaiische Halbinsel sowie die indonesischen Inseln Sumatra, Java und Borneo.

## Taxonomie
Der Guttaperchabaum wurde 1847 von William Jackson Hooker in London J. Bot. Band 6, Seite 463 als Isonandra gutta erstbeschrieben. Die Art wurde 1884 von Henri Ernest Baillon in Traité Bot. Méd. Phan. 2(add.) 1500, 1313–1314  als Palaquium gutta (Hook.) Baill. in die Gattung Palaquium gestellt. Ein Synonym ist Croixia gutta (Hook.) Baehni.

## Nutzung
Der Guttaperchabaum ist die bedeutendste Art aus der Gattung der Guttaperchabäume zur Gewinnung von Guttapercha, das aus dem getrockneten Milchsaft hergestellt wird. Dieses wird unter anderem in der Zahnmedizin verwendet und wurde früher für Kabelisolierungen eingesetzt. Die Früchte werden in Malaysia auf Grund ihres hohen Ölgehalts als Nahrungsmittel genutzt. Aus den Samen kann Fett gewonnen werden (Njatu(o)talg).